# Gans’scher Adelshof
Der Gans’sche Adelshof war ein innerstädtischer Adelssitz im heutigen Groß-Umstadt, Landkreis Darmstadt-Dieburg, in Hessen. Er ist nach dem Adelsgeschlecht der Gans von Otzberg benannt, die zahlreichen Allodial- und Lehensbesitz in der Gegend besaßen und sich nach dem nahen Otzberg und seiner Veste, auf der sie Burgmannen waren, benannten.

## Lage
Der adelige Hof befand sich einst an der Südostecke der Stadtmauer des alten Umstadt. Er war einer der sieben Adelssitze der Stadt im Mittelalter, die innerhalb der Befestigung der Altstadt an markanten Punkten zur Sicherung der Stadt errichtet waren. Als einziger befand er sich im südöstlichen Teil der Altstadt, während alle anderen sechs Adelssitze bzw. Burgen sich vom nordwestlichen bis nordöstlichen Ende der Stadtmauer konzentrierten.

## Geschichte

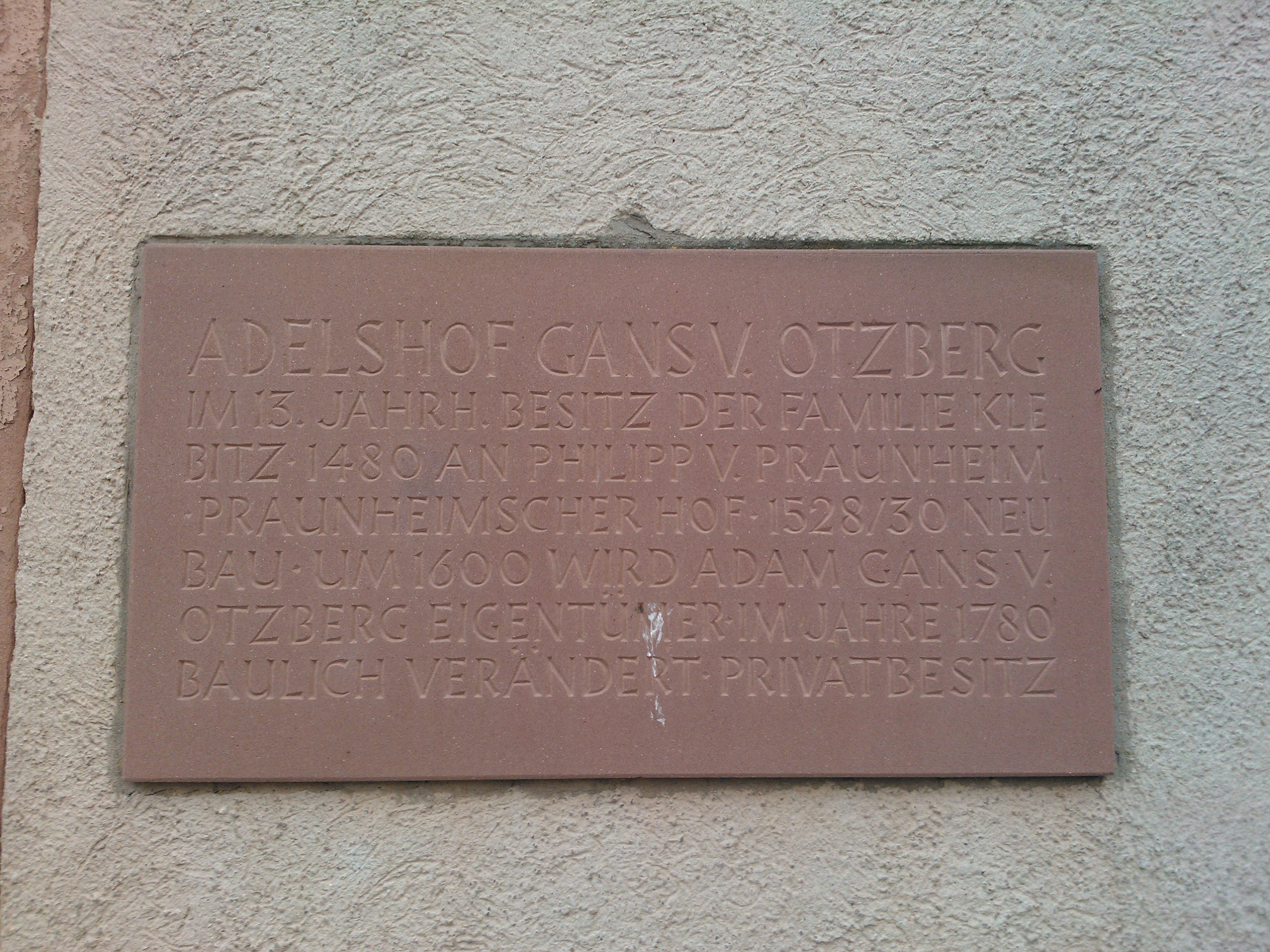
Ältere Infotafel am Gans’schen Adelshof

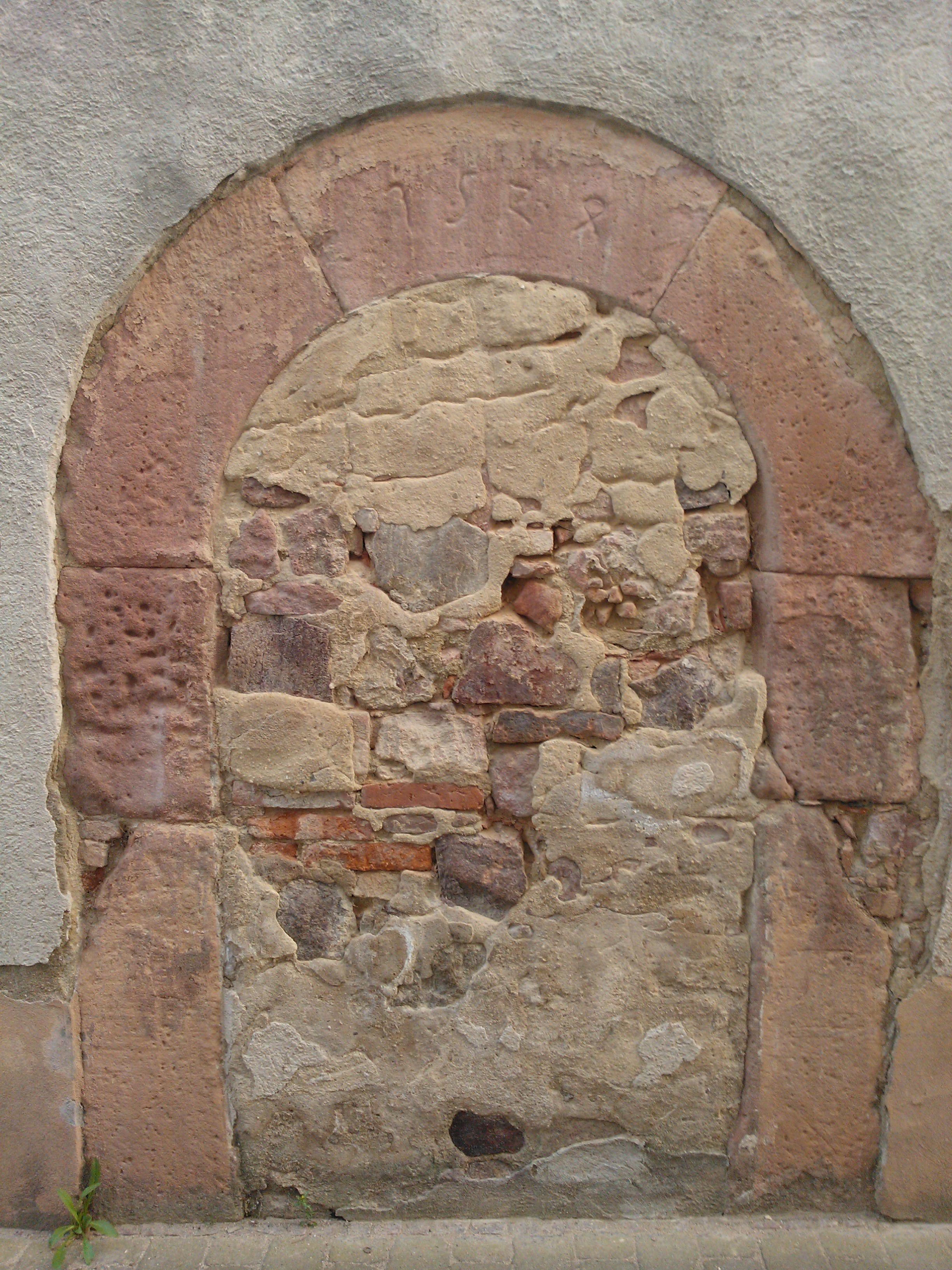
Die Sandsteinpforte an der ummauerten Hofseite zur Brunnengasse

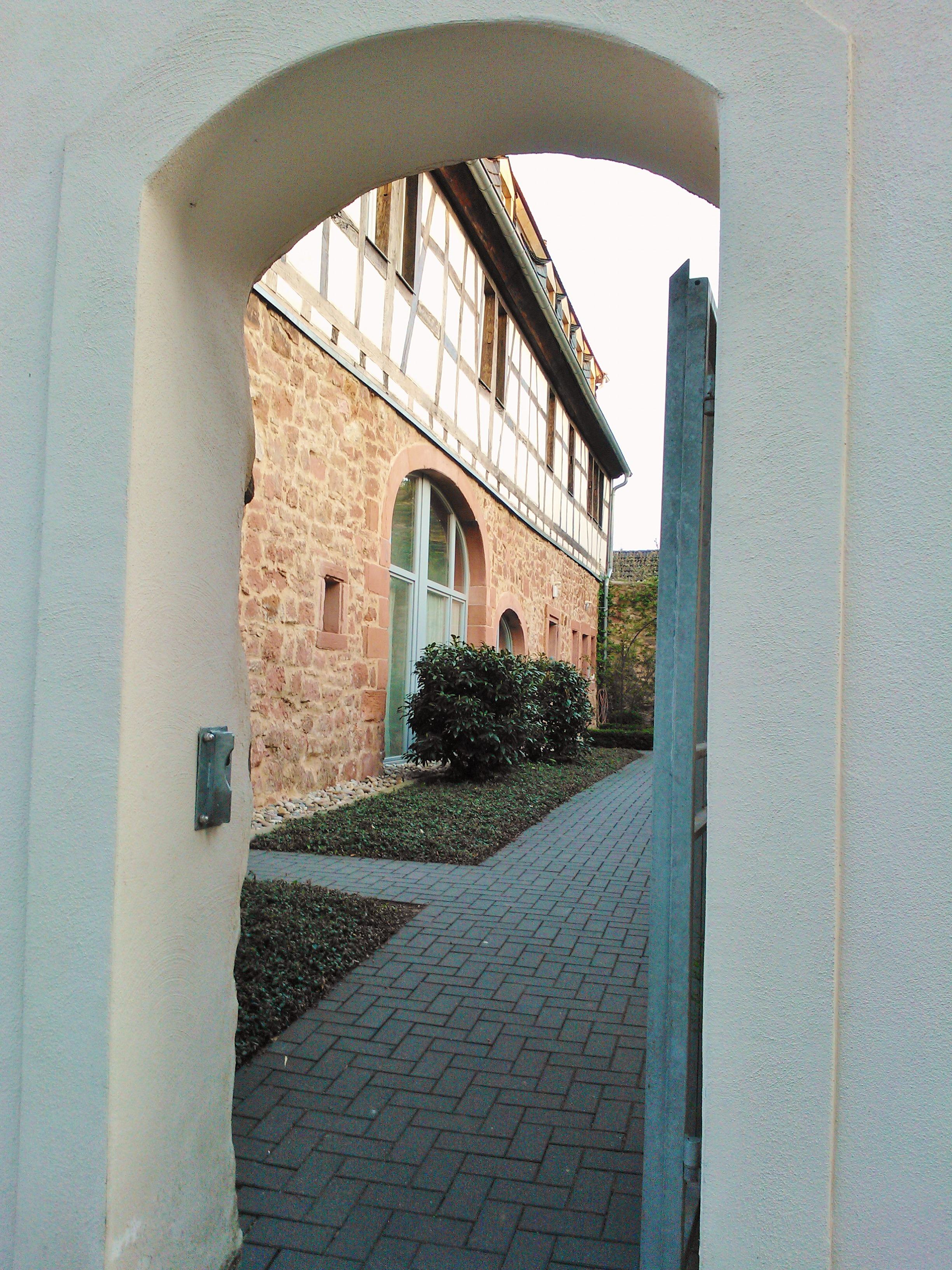
Blick auf die heute zum Wohnhaus umgebaute alte Scheune des ehemaligen Gans’schen Adelshofes

Seine Entstehung kann urkundlich erst seit dem Hochmittelalter dokumentiert werden. 1263 war der Adelssitz vermutlich im Besitz eines Konrad Klebitz, 1396 wird Henn, auch Clebiz von Nalsbach, genannt, der 1452 starb und mit Margarethe von Frankenstein verheiratet war. 1463 heiratete die Tochter Margarethe Klebitz von Nalsbach in erster Ehe Contz von Habern. Einer von beiden brachte vermutlich das Anwesen in die Ehe ein. 1480 nach dem Tode Contz von Haberns heiratete sie in zweiter Ehe Philipp von Bommersheim-Praunheim. Sein 1509 geborener Sohn Heylmann (auch Heilmann) von Praunheim-Bommersheim war mit Lucie Schad von Ostheim verheiratet. Er starb am 1. Oktober 1533 (oder 1531). Sein gut leserliches Epitaph befindet sich heute in der Stadtkirche von Umstadt. Sein Sohn Jacob von Praunheim ehelichte 1528 Anna von Gemmingen. Ab 1480 können nun Besitzverhältnisse urkundlich direkt ausgewiesen werden: Achtzig Jahre war das Adelsgeschlecht der von Praunheim-Bommersheim Eigentümer. Nach dem Tod Jacob von Praunheims am 22. September 1560 heiratet Anna in zweiter Ehe 1561 Melchior von Grorodt. Sie starb 1577. Annas Tochter aus erster Ehe und ihr Mann Heinrich von Obentraut scheinen kein Interesse am Besitz gehabt zu haben.
Urkundlich wird der Hof wieder am 10. Mai 1575 mit dem Verkauf an die Witwe (eine geborene Groschlag zu Dieburg) und Kinder des verstorbenen Heinrich Schelm von Bergen.
Von etwa um 1600 bis 1694 sind dann die Namenspatrone des Adelssitzes, die Gans von Otzberg, die weiteren Besitz am Marktplatz hatten, bis zu ihrem Aussterben Besitzer des Anwesens. Zwischen 1592 und 1604 erwarb dabei Adam Gans von Otzberg das Anwesen und vererbte es an seinen Sohn Johann Pleickard, letzter Adelssproß der Gans von Otzberg, der kinderlos am 25. Mai 1694 im stolzen Alter von 75 Jahren starb. Er fand seinen Platz unter dem Chor der Stadtkirche. Seinen Besitz erbte seine Witwe Maria Katharina Geyling von Altheim. Die Gaylings (in alter Schreibweise Geyling oder Geiling) hatten wohl vorher keinen direkten Besitz in Umstadt und ließen den Hof durch Verwalter betreuen.
Am 31. Mai 1770 veräußerten die Gaylings dann den Hof an den bisherigen Verwalter Valentin Blum, der gleichzeitig Hofmann der von Curti war, die als Amtmänner der Kurpfalz im nahen Curti-Schloss residierten.
Nur zehn Jahre später, 1780, erwarb der bürgerliche Umstädter Zweig Ganß, in Gestalt des Brauereibesitzers Georg Bernhard Ganß, den Hof und erneuerte das Anwesen, in deren Besitz es bis in das Zwanzigste Jahrhundert hinein blieb. Bis 1913 wurde dann im ehemaligen Adelshof Bier für die Umstädter Schwanenbrauerei gebraut. Das Anwesen wurde später weiterveräußert und kann nur von der Straße aus besichtigt werden.

## Baubeschreibung
Der ausgedehnte ehemalige Adelshof hat ein zweiflügliges Herrenhaus. Es hat die Form eines nach Osten mit der langen Seite und nach Norden mit der kurzen Seite ausgerichteten L's. Der Nord-Süd ausgerichtete Westflügel wird als der Ältere angesehen. Er ist zweigeschossig mit Satteldach. An seiner Stirnseite führt ein gewölbtes Portal in die geräumigen Keller. Er wird von einem Allianzwappen gekrönt. Ein Wappen ist fast total verwittert, wird aber der Familie von Gemmingen zugeordnet. Das andere Wappen zeigt die Familie Praunheim-Bommersheim. Der längere in West-Ost-Richtung ausgerichtete Ostflügel ist ein einfaches Rechteck. Das massive zweigeschossige Untergeschoss stammt aus dem 16. Jahrhundert und besitzt ein um 1780 vollständig erneuertes Obergeschoss aus verputztem Fachwerk. In Richtung Westflügel steht eine barocke rechteckige Eingangstür, die ebenfalls über dem Portalstein von einem Doppelwappen verziert ist, aber nicht in Zusammenhang damit steht. Das heraldisch rechte Wappen wird Hans Gans von Otzberg zu Habitzheim zugeordnet, das linke als redendes Wappen seiner Ehefrau, einer Wildentin von Heckendorf, eine Hecke oder Reisiggeflecht darstellend.
Die im Hof nach Osten versetzte und ebenfalls an die Stadtmauer anlehnende mächtige dreigeschossige Scheune, bestehend aus einem gemauerten Untergeschoss aus dem roten Odenwälder Sandstein und einem Fachwerkobergeschoss, stammt aus der Zeit des Umbaus des Ostflügels. Zwischen Scheune und Ostflügel des Herrenhauses befand sich der wohl zur Stadtmauer gehörende Schrannenturm bzw. Kleiner Blauer Hut genannte Turm. Es wird vermutet, dass er zur Lagerung von Vorräten diente. Der Turm, nach seiner Schieferbedeckung so benannt, wurde 1808 abgerissen. Zwei kleinere zusammenhängende Nebengebäude befanden sich angelehnt an die nördliche Hofummauerung zur heutigen Brunnengasse und waren wohl über die heute zugemauerte Sandsteinpforte von 1524 zu betreten.

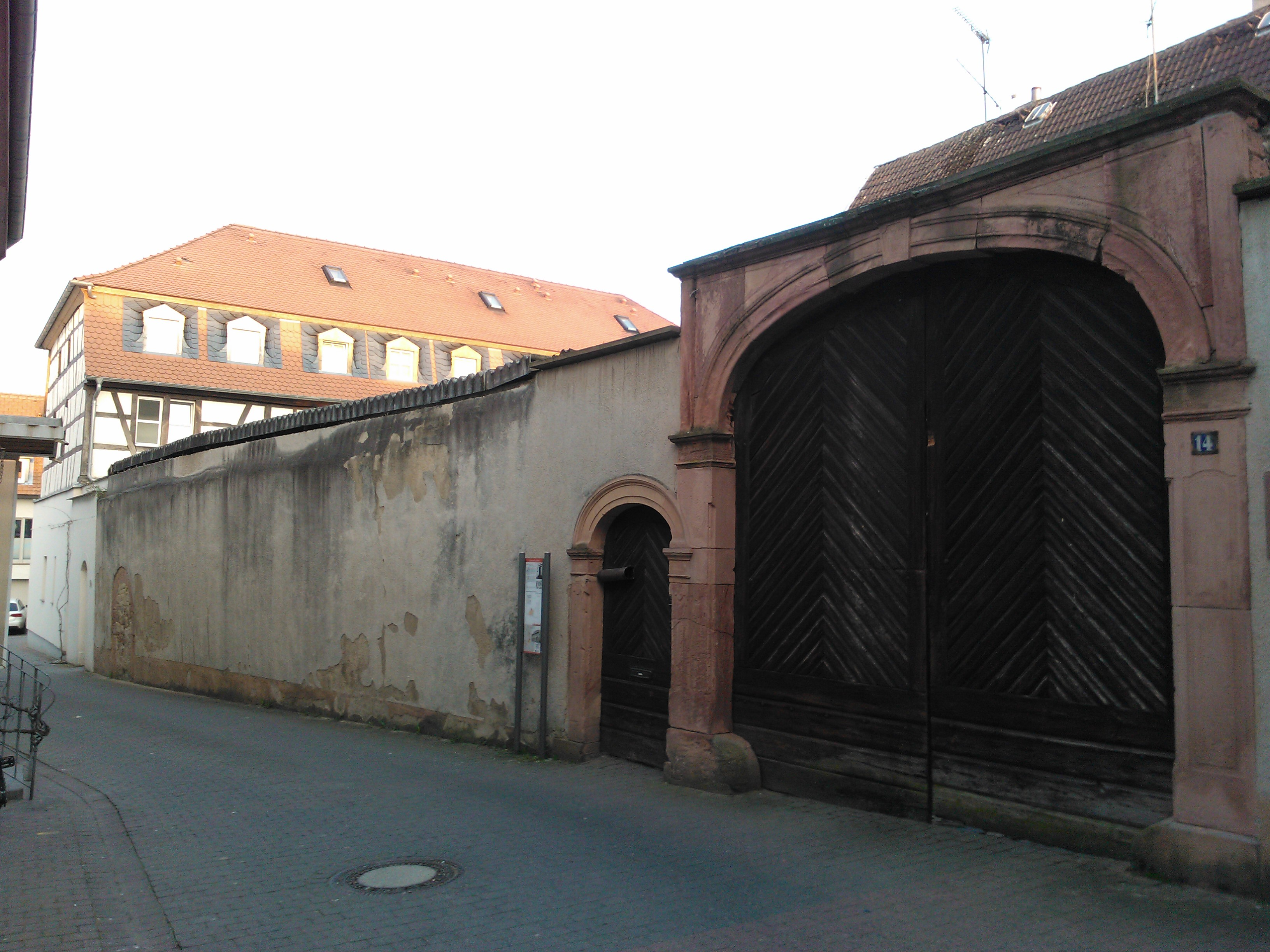
Eingangsportal und Umfassungsmauer des ehemaligen Adelshofes mit Blick entlang der heutigen Brunnengasse (im Bild links) Richtung Osten. Die als Wohnhaus restaurierte ehemalige Scheune (im Hintergrund) gehörte früher mit zum Anwesen.
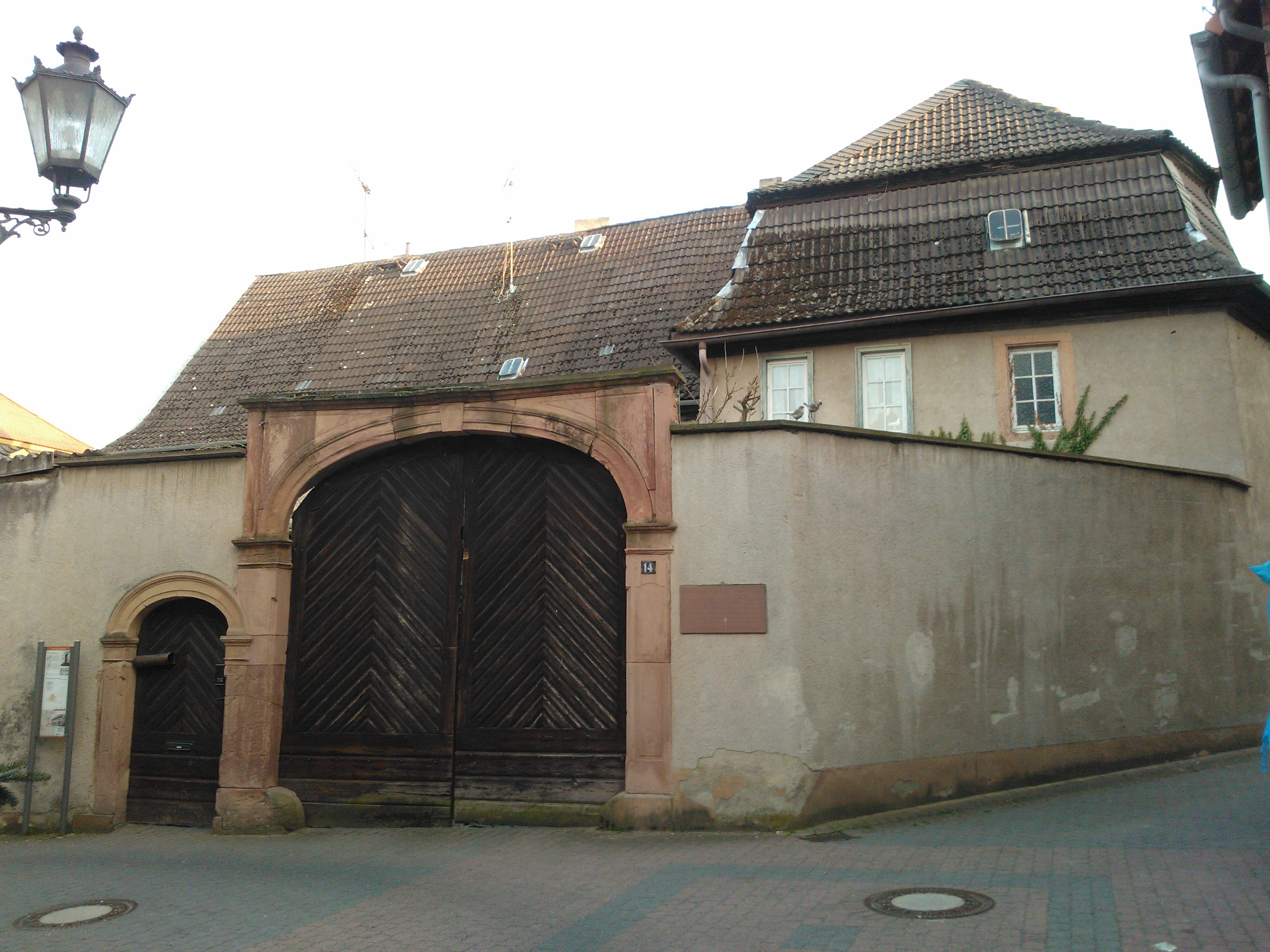
Eingangsportal und Herrenhaus, Blick von der Brunnengasse aus Richtung Markt nach Süden
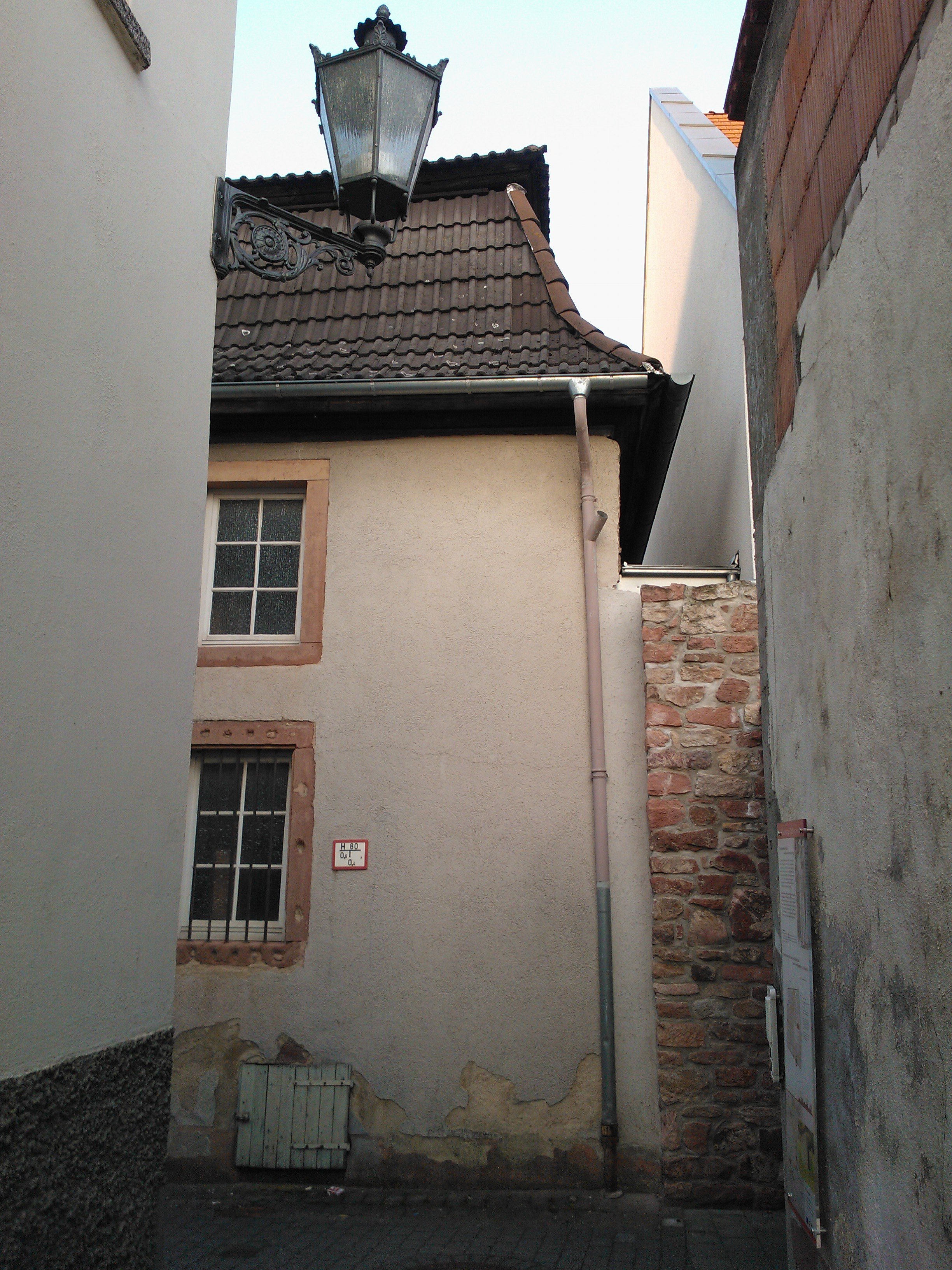
Blick in West-Ost Richtung von der ehemaligen Judengasse zum Westflügel des Herrenhauses, der an die südliche Stadtmauer angelehnt war und deren Verlauf hier noch zu sehen ist

## Heutige Nutzung
Das Anwesen ist heute in Privatbesitz und kann nicht besichtigt werden.

## Sonstiges
Bis in unsere Tage halten sich Geschichten, dass das Herrenhaus mit sich damals außerhalb der Stadtmauer befindlichen Gebäuden über einen unterirdischen Gang verbunden sei.